# پیرشهباز
پیرشهباز، روستایی از توابع بخش سرولایت شهرستان نیشابور در استان خراسان رضوی ایران است.

## جمعیت
این روستا در دهستان سرولایت قرار دارد و براساس سرشماری مرکز آمار ایران در سال ۱۳۸۵، جمعیت آن ۱۶۴ نفر (۳۶خانوار) بوده‌است.